# Juan Antonio Lloret
Juan Antonio Lloret Llorens (Valencia, 26 de junio de 1952-Valencia, 12 de septiembre de 2023) fue un abogado y político socialista español.

## Biografía
Licenciado en Derecho por la Universidad de Valencia, ejerció como abogado y se especializó en derecho público. Durante sus años universitarios militó en el grupo anarquista Bandera Negra, cercano a la Confederación Nacional del Trabajo (CNT), pero desde 1975 se vinculó a las Juventudes Socialistas del País Valenciano e ingresó en el Partido Socialista del País Valenciano (PSPV-PSOE). En la Transición democrática trabajó como abogado laboralista.
Ha sido miembro del Comité Nacional y del Comité Comarcal de la ciudad de Valencia del PSPV-PSOE, partido con el que ha sido concejal, delegado de urbanismo y teniente de alcalde del Ayuntamiento de Valencia desde 1979 a 1986. 
Fue elegido diputado al Congreso por la circunscripción electoral de Valencia en las elecciones generales de 1986 y 1989. De 1993 a 1995 fue secretario general y subsecretario de la Consejería de Administraciones Públicas de la Generalidad Valenciana y de 1995 a 1996 fue gobernador civil de la provincia de Teruel. Fue asimismo presidente de la Asociación Valenciana de Juristas Demócratas.